# لاري كوشران
لاري كوشران هو عالم نفس كندي، ولد في 1944.